# Nora Barnacleová
Nora Barnacleová (březen 1884 – 10. dubna 1951, i v české literatuře se občas uvádí anglická podoba jména Nora Barnacle) byla milenka, zdroj inspirace a později i manželka Jamese Joyce.

## Život
Narodila se v okrese Connemara v hrabství Galway v březnu 1884. Přesné datum narození se zdroj od zdroje různí, uvádí se mezi 21. a 24. březnem. Její otec Thomas byl negramotný pekař (v době jejího narození mu bylo 38 let), její matka Annie Honoraria Healy pracovala jako švadlena. V letech 1886 – 1889 Nora žila u své babičky z matčiny strany. V těchto letech také začala navštěvovat klášterní školu a v roce 1891 ukončila národní školu (v irském prostředí to znamená školu vedenou katolickou církví).
Své vzdělání ukončila v roce 1896 a začala pracovat jako pradlena a uklízečka. V témže roce její matka vyhodila jejího otce z bytu kvůli pití a začali žít odděleně. Poté žila společně se svou matkou ve městě Galway u strýce Toma Healyho. V roce 1896 se zamilovala do Michaela Feeneye, který později zemřel na tyfus[nepřesný odkaz] a zápal plic. V dramatickém, ale neobapolném vztahu. V roce 1900 se zamilovala do dalšího muže, pročež byla svými přáteli nazývána „man-killer“ (přibližně "vrah mužů"). Údajně hledala útěchu u svých přátel, mezi něž patřila vycházející hvězda anglického divadla Laura Londonová, která ji také seznámila s protestantem jménem Willie Mulvagh. V roce 1903 byla poslána za svým strýcem, aby přestala s milostnými pletkami a pochybným přátelstvím. Odešla do Dublinu, kde pracovala jako pokojská v hotelu Finn.
Když byla v Dublinu, potkala 10. června 1904 Jamese Joyce, a k prvnímu romantickému kontaktu došlo 16. června 1904. Do tohoto dne později zasadil na oslavu této události děj svého nejznámějšího díla, románu Odysseus. Tento den se také příznivci Jamese Joyce slavní po celém světě jako Bloomsday. Povaha jejich vztahu je ze začátku sporná. Každopádně v roce 1904 začal dlouhý vztah, který skončil až Joyceovou smrtí. Vzali se ale až v roce 1931 na přání Joyceova otce. Vztah byl ale velmi komplikovaný, oba byli zcela odlišní, měli jiné myšlení, názory i vkus. Ze začátku byla jejich láska velmi hluboká a vášnivá, jak o tom svědčí jejich velmi smyslná korespondence. Joyce ji bezmezně obdivoval a věřil jí. Ona sama byla velmi ochotná k Joycovým přáním a snažila se jim vyhovět. Jezdila s ním na všech jeho cestách, v očekávání cesty do Paříže se naučila francouzsky. V roce 1904 opustili Irsko a přestěhovali se do Terstu. 27. července 1905 se Noře narodil syn Giorgio a 26. června 1906 dcera Lucia.
Potratem v roce 1908 začaly jejich problémy. Ačkoli ho stále milovala a stála na jeho straně, stěžovala si své sestře na jeho osobní a literární kvality, v dopisech ho líčila jako slabého muže a neurotického umělce. Obviňovala ho z toho, že jí zničil život, že příliš pije a plýtvá penězi, tvrdila, že jeho literární díla jsou zmatená a nesmyslná. Nenáviděla jeho setkání s jinými umělci a vážila si ho více jako hudebníka než jako spisovatele.
Dalším problémem v jejich vztahu byla mentální choroba jejich dcery Lucie. Věřila, že choroba vyžaduje hospitalizaci, Joyce se stavěl proti ní. Zaplatili mnoho specialistů aby ji vyléčili, avšak hospitalizována byla až v roce 1936. Joyce svou dceru často navštěvoval, avšak ona sama ji navštěvovat odmítala. Přese všechna obvinění a kritiky si v roce 1931 Joyce vzala a žila s ním až do jeho smrti v roce 1941 v Curychu. Po jeho smrti zůstala v Curychu, kde také v roce 1951 zemřela na selhání ledvin.
V roce 2004 byl Joyceův erotický dopis Noře vydražen za 445 000 dolarů, což je vůbec nejvyšší cena, jaká byla zaplacena za dopis, psaný v moderní době.